# (6936) Cassatt
(6936) Cassatt est un astéroïde de la ceinture principale.

## Description
(6936) Cassatt est un astéroïde de la ceinture principale. Il fut découvert le 24 septembre 1960 à l'Observatoire Palomar par Cornelis Johannes van Houten, Ingrid van Houten-Groeneveld et Tom Gehrels. Il présente une orbite caractérisée par un demi-grand axe de 2,60 UA, une excentricité de 0,08 et une inclinaison de 3,7° par rapport à l'écliptique.
L'astéroïde est nommé en l'honneur de la peintre impressionniste américaine Mary Cassatt (1845-1927).

## Compléments